# Bode Lor
Bode Lor is een bestuurslaag in het regentschap Cirebon van de provincie West-Java, Indonesië. Bode Lor telt 5577 inwoners (volkstelling 2010).